# Кенет Бълмър
Хенри Кенет Бълмър (на английски: Henry Kenneth Bulmer) е английски писател, автор предимно на научна фантастика.
Роден е на 14 януари 1921 г. в Лондон, Англия; умира на 16 декември 2005 г.